# Estia Eichten
Estia Joseph Eichten (* 12. Oktober 1946 in Stillwater, Minnesota) ist ein US-amerikanischer theoretischer Elementarteilchenphysiker, der am Fermi National Accelerator Laboratory arbeitet.
Eichten studierte am Massachusetts Institute of Technology (MIT), wo er 1968 seinen Master-Abschluss machte und 1972 bei Roman Jackiw promovierte. 1972 bis 1974 war er als Post-Doktorand am SLAC und 1974 bis 1977 an der Cornell University. 1975/76 war er am Institute for Advanced Study. Er war ab 1977 Assistant und dann Associate Professor für theoretische Physik an der Harvard University, bevor er 1982 der Theorieabteilung des Fermilab beitrat. Seit 1989 hat er dort den obersten Rang Scientist III als Wissenschaftler.
Er befasste sich unter anderem mit der Spektroskopie von Mesonen mit schweren Quarks, mit Quarkonium und Modellen von Elementarteilchen und dynamischem Symmetriebruch in Technicolor-Theorien (GUT-Yang-Mills-Theorien ähnlich der Quantenchromodynamik nur mit mehr Farbfreiheitsgraden) mit Kenneth Lane. Mit Chris Quigg, Kenneth Lane und Ian Hinchliffe war er 1984 Autor des einflussreichen Review-Artikels Supercollider Physics (Reviews of Modern Physics, Band 56, S. 579–707). 2011 erhielt er dafür den Sakurai-Preis. Seit 2011 beschäftigt er sich mit den Möglichkeiten eines Myon-Colliders im Bereich mehrerer TeV.
1978 war er Sloan Research Fellow. Er ist Fellow der American Association for the Advancement of Science (2003) und der American Physical Society.